# 8648 Salix
8648 Salix è un asteroide della fascia principale. Scoperto nel 1989, presenta un'orbita caratterizzata da un semiasse maggiore pari a 2,2608998 UA e da un'eccentricità di 0,2420532, inclinata di 3,68757° rispetto all'eclittica.